# Colour from the Dark
Colour from the Dark è un film del 2008 diretto da Ivan Zuccon.
La pellicola è liberamente ispirata al racconto Il colore venuto dallo spazio di Howard Phillips Lovecraft.

## Trama
Nel 1940, nel corso della seconda guerra mondiale, due giovani, Pietro e Lucia, abitano in una fattoria con la sorella di lei che è affetta da una patologia psichiatrica. Lucia è posseduta da un demone e la vita nella casa è costellata da un susseguirsi di scene truculente.